# Outrun 2
OutRun 2 är ett racingspel utvecklat av Sega AM2 och utgivet av Sega år 2003, avsett att köras på en arkadmaskin av typen Sega Chihiro/Sega Lindbergh. Spelet är den officiella uppföljaren till Out Run men det femte spelet i spelserien Out Run.
Precis som i originalspelet kan spelaren välja bana och soundtrack och utöver Testarossan finns nu sju st nya ferrarier att välja att köra. I Xbox-versionen finns ytterligare 4 körbara bilar.